# Slovenci prognani u Nezavisnu Državu Hrvatsku
Slovenci prognani u Nezavisnu Državu Hrvatsku predstavljali su dio toga naroda iz dijela Slovenije anektiranoga 1941. nacističkom Trećem Reichu nakon Travanjskog rata u kojemu je 1941. godine bila razbijena Kraljevina Jugoslavija. Njemačke vlasti su isprva namjeravale iz toga područja u NDH i Nedićevu Srbiju iseliti veći dio stanovništva - najmanje četvrt milijuna - ali su ubrzo odustali od takvog plana (ili ga barem odgodili).
Nakon što je Njemačka 1940. godine bila osvajila zapadni dio Poljske (istočni dio Poljske je osvojio i anektirao Sovjetski Savez), iz pokrajina Pomeranije i Velikopoljske, koje su bile izravno priključene Njemačkoj, prognali su oko 400.000 Poljaka u preostali dio Poljske oko Varšave i Krakova (tim su područjem, pod imenom "Generalni Guvernorat", upravljale njemačke okupacijske vlasti). Na sličan način, pokrenuli su sredinom 1941. godine akciju preseljavanja Slovenaca iz onog dijela Slovenije koji je bio pripojen Njemačkoj - zapadni dio Slovenije, uključujući Ljubljanu, bio je priključen Kraljevini Italiji - te je s vlastima NDH bilo 4. lipnja 1941. godine dogovoreno da će se u NDH iseliti njih 167.000, a da će se jednaki broj etničkih Srba iseliti u Srbiju pod njemačkom okupacijom. Potom je trebala uslijediti kolonizacija etničkih Nijemaca na prostor ispražnjen protjerivanjem Slovenaca; dok se Slovence na području NDH namjeravalo useliti u kuće i imanja protjeranih Srba. Njemačke vlasti su nakon ustanka koji je u Srbiji izbio početkom srpnja 1941. godine odustale od tog plana, te je u tom valu u NDH prihvaćen mnogo manji broj Slovenaca čije su protjerivanje bile organizirale njemačke vlasti - njih oko 8.000. Međutim će kasnije tijekom rata biti nastavljeno doseljavanje Slovenaca pritisnutih teškim uvjetima života u Sloveniji, pa i Srbiji, te će naposljetku u NDH završiti njih ukupno oko 30.000.
Nijemci su zahtijevali da se Slovenci ne naseljavaju u najzapadnijim dijelovima NDH, te je većina onih deportiranih u lipnju 1941. godine bila smještena u nabrzinu organizirani logor u Slavonskoj Požegi, gdje su ustaše - samo u odvojene barake - dovodili također i Srbe koje su prikupljani radi namjeravanog iseljavanja u Srbiju. Hrana i higijenski uvjeti u logoru su bili izrazito loši, a izgleda da su ustaše logor uzdržavali novcem oduzetim od Srba koje su onamo smještali i koji su ondje bili izloženi ozbiljnom nasilju, čak ubojstvima. Nakon približno mjesec dana je počelo naseljavanje Slovenaca u kuće i imanja protjeranih Srba, što je uspješno izvedeno na području Slavonije. Međutim je naseljavanje na području Bosne vrlo brzo prekinuto zbog izbijanje masovnog ustanka Srba u tim područjima.  Slovenci su potom nabrzinu evakuirani iz područja zahtvaćenih ustankom, te se u ovom svojem drugom prognaništvu našli pomiješani s izrazito velikim brojem Hrvata i Muslimana, koji su također bježali s područja zahvaćenih ustankom Srba - tako primjerice iz Borićevca, Goražda i Kulen Vakufa - koji je nerijetko bio popraćen masakrima nesrpskog stanovništva.  Kod tog žurnog evakuiranja, nije se država sustavno pobrinula za smještaj i prehranu Slovenaca, nego su se morali snaći uz podršku civilnog stanovništva, trpeći u nekim slučajevima oskudicu i glad.
U prosincu 1941. godine je Alojzije Stepinac papu Pija XII. izvijestio kako među više tisućama Slovenaca prisilno iseljenih iz dijela Slovenije koji je 1940. godine bio pripojen Njemačkoj ima i mnogo katoličkih svećenika, koje je on uzeo pod posebnu zaštitu; slovenski katolički biskup Stanislav Lipovšek iznijet će 2019. godine da je u Hrvatskoj utočište tada bilo našlo 534 slovenskih katoličkih svećenika.  Slovenski svećenici su ispočetka imali problema s uklapanjem u novu sredinu, a kako su redom bili vrlo neraspoloženi prema Njemačkoj, tj. glavnom savezniku NDH, vlasti NDH su ih sumnjičavo gledale. Već krajem 1941. godine počeli su se ti svećenici vraćati u Sloveniju, ali u onaj njen dio koji je bio pripojen Italiji. Onaj dio koji je ostao po Hrvatskoj dobro se uklopio među hrvatski kler, koji ih je uglavnom uspijevao i zaštiti od mogućih problema s građanskim vlastima. Ustaše su u Jasenovcu pobile 7 od tih slovenskih svećenika, povodom čega je Stepinac u pismu Anti Paveliću od 24. veljače 1943. godine iznio osudu da je posrijedi ”sramotna ljaga i zločin, koji vapi u nebo za osvetom, kao što je i čitav jasenovački logor sramotna ljaga za NDH”.
Oni Slovenci koji su surađivali s partizanima, bili su izloženi progonima vlasti NDH; smatra se da je tijekom II. svjetskog rata na području NDH poginulo oko 400 Slovenaca, od toga nešto više od 273 u Koncentracijskom logoru Jasenovac.
Talijanske vojne vlasti uspostavile su 1941. – 1943. su na otoku Rabu - koji je tada bio priključen državnom području Italije - Logor Kampor, u koji su smjestili veliki broj Slovenaca, Hrvata i Židova s područja pripojenih Italiji; među pomrlima u tom logoru kojega je čuvalo više od 2 tisuće talijanskih vojnika i karabinjera bilo je više od 1.200 Slovenaca.
Filip Škiljan i Barbara Riman nakon znanstvenog istraživanja među izgnanicima na područje NDH, iznose 2019. god. da su glavni problemi slovenskih izgnanika proizlazili iz poteškoća da u ratom pogođenoj zemlji priskrbe za svoje uzdržavanje, da su neki bili mobilizirani u vojne postrojbe NDH, te su zbiljskoj opasnosti od službi NDH bili izloženi oni koji su se odlučili pristupiti partizanima. Među populacijom slovenskih prognanika u NDH su sjećanja na to progonstvo desetljećima bila "tabu", te se među njima nije formiralo kolektivno sjećanje; stoga mnoge stvari potisnute u sjećanju i posve zaboravljene. Kolektivna svijest se među samim izgnanicima počela formirati tek 1991. godine, kada je formirano Društvo izgnancev Slovenije 1941 - 1945. U najnovije vrijeme su o toj temi ipak ponešto govori i piše u slovenskoj javnosti.

## Vanjske poveznice
- Društvo izgnancev Slovenije 1941 - 1945 (o Društvu) Pristupljeno 23. lipnja 2021.